# Обичахме се толкова много
„Обичахме се толкова много“ (на италиански: C'eravamo tanto amati) е италиански филм от 1974 година, трагикомедия на режисьора Еторе Скола по негов сценарий в съавторство с Адже и Скарпели.

## Сюжет
В центъра на сюжета са трима приятели от Съпротивата и техните любовни връзки с млада жена в Следвоенна Италия – адвокат, оженил се по сметка в семейството на строителен аферист, санитар в болница и псевдоинтелектуалец. 

## В ролите
| Изпълнител           | Роля                      |
| -------------------- | ------------------------- |
| Нино Манфреди        | Антонио                   |
| Виторио Гасман       | Джани Перего              |
| Стефания Сандрели    | Лучана Дзанон             |
| Стефано Сата Флорес  | Никола Ралумбо            |
| Джована Рали         | Елиде Катеначи            |
| Алдо Фабрици         | Ромоло Катеначи           |
| Елена Фабрици        | Жената на Ромоло Катеначи |
| Марчела Микеланджели | Габриела                  |

## Награди и номинации
„Обичахме се толкова много“ получава награда „Сезар“ за чуждестранен филм.